# Кадис (Охајо)
Кадис (енгл. Cadiz) град је у америчкој савезној држави Охајо.

## Демографија
По попису из 2010. године број становника је 3.353, што је 45 (1,4%) становника више него 2000. године.
| Група             | 2000.         | 2010.         |
| Белци             | 2.896 (87,5%) | 2.923 (87,2%) |
| Афроамериканци    | 297 (9,0%)    | 280 (8,4%)    |
| Азијати           | 13 (0,4%)     | 11 (0,3%)     |
| Хиспаноамериканци | 9 (0,3%)      | 28 (0,8%)     |
| Укупно            | 3.308         | 3.353         |